# Töss
Pour les articles homonymes, voir Toss.
La Töss est une rivière suisse qui coule dans le canton de Zurich ; elle est un affluent du Rhin.

## Géographie
Sa source se trouve dans l'Oberland zurichois dans la région du Tössstock (de) et du Schnebelhorn près de Gibswil. La Haute-Töss débute à environ 857 mètres et accueille les eaux du Chreuelbach et de torrents en provenance du Dägelsberg. Elle bifurque ensuite à Boden et Steg où le Fuchslochbach vient augmenter son débit. Le cours d'eau coule au fond de la vallée de la Töss en direction du nord, puis passe au sud de Winterthour et au nord de Bülach.
Elle se jette finalement dans le Rhin au lieu-dit du Tössegg (346 mètres) près du village de Freienstein-Teufen.